# Ebstorf
Ebstorf je obec v zemském okrese Uelzen v Dolním Sasku v Německu. Nachází se přibližně 12 kilometrů severozápadně od Uelzenu a 25 kilometrů jižně od Lüneburgu. Obec leží v nadmořské výšce 70 m n. m. a k roku 2009 zde žilo 5327 obyvatel. Je též sídelním městem společné obce (německy: Samtgemeinde) Altes Amt Ebstorf.

## Administrativní uspořádání
V roce 1972 byly obce Altenebstorf a Tatendorf připojeny k sídlu Klosterflecken Ebstorf, které nese svůj současný název od roku 2010 a všechny jsou místními částmi Ebstorfu.

## Název
Název sídla je složený ze dvou slov, druhá část znamená dvůr (Dorf). Postupně se měnil takto: roku 1084 Ebbekestorp, 1131 Ebbikesdorp, 1136 Ebbekesthorp, 1152 Ebbekesdorf, 1156 Ebbecstorp, 1195 Dingelstide, 1196 Ebekestorp, 1212 Ebbikestorp, 1225 Ebbekestorp a 1270 Ebekestorp.   

## Dějiny
U Ebstorfu v roce 880 vojsko Vikingů porazilo saskou armádu pod vedením saského hraběte Bruna. Saská armáda utrpěla drtivou porážku. Vévoda padl v boji; s ním biskup Theodorik z Mindenu, biskup Markvard z Hildesheimu, jedenáct hrabat rodu Wigmann, tři Bardové, Thiotrichové, Gerrich, Liutolf, Folkward, Awan, Liuthar, i 14 ministeriálů: Bodo, Aderam, Alfuin, Addasta, Aida, Dudo, Wal, Halilf, Humildium, Adalwin, Werinhard, Thiotrich a Hilward.
Základem obce byl Klášter Ebstorf, podvojný premonstrátský  klášter řeholních kanovníků a řeholnic, založený roku 1160 Hannoverskou klášterní komorou a  v roce 1190 proměněný v klášter benediktinů. V letech 1223 až 1234 byl proboštem kláštera  Gervasius z Tilbury, který je pravděpodobným autorem tzv. Ebstorfské mapy, která je jednou ze dvou nejznámějších ukázek kruhových map vrcholného středověku.
V období reformace roku 1528 se od kláštera osamostatnila hospodářská a lesní správa, komplex jejích budov se dochoval dosud.

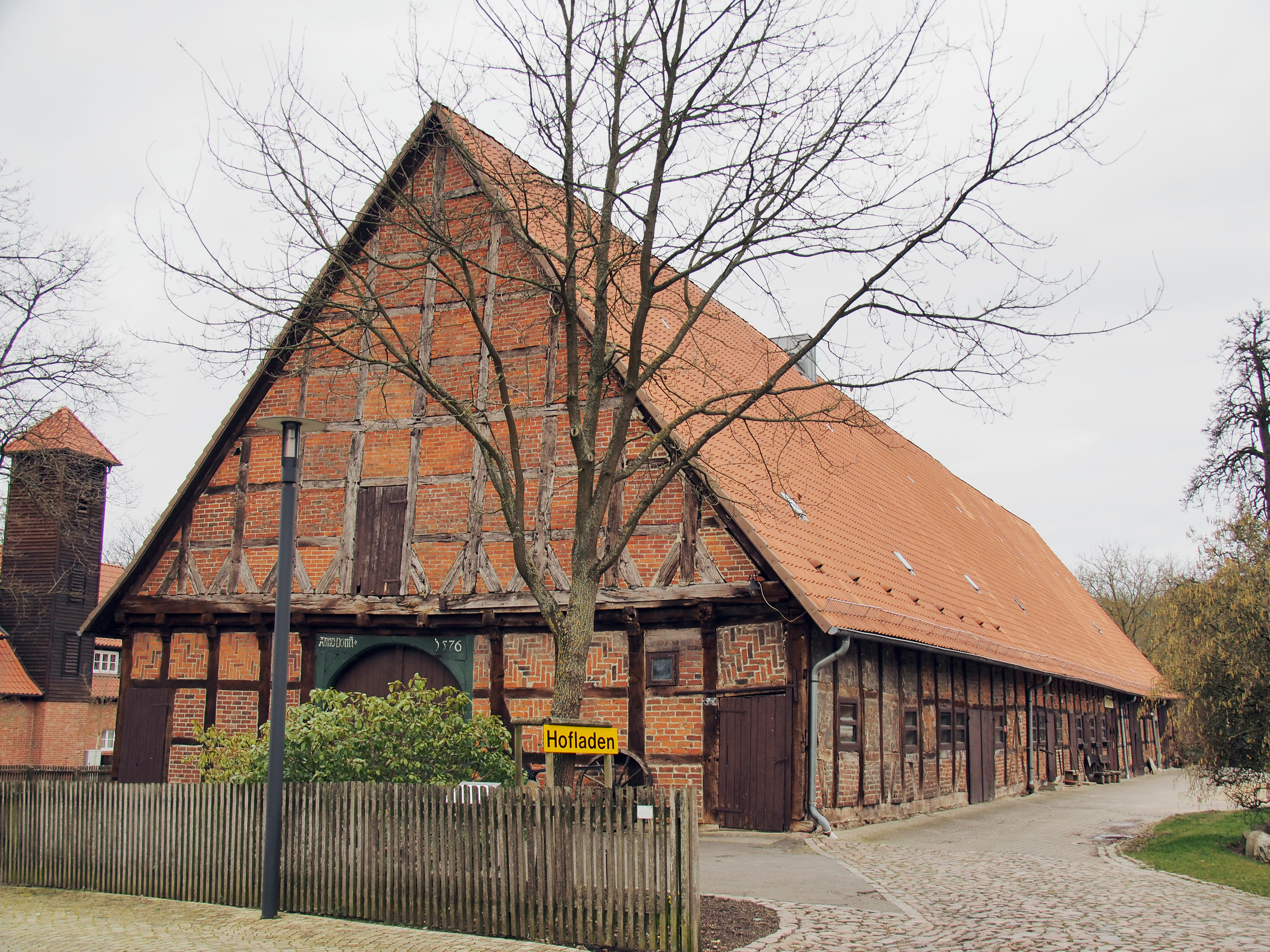
Domänenscheune

Amtskornscheune

Po zrušení kláštera z roku 1806 obec zůstala střediskem hospodářství a vzdělanosti. V roce 1855 zde poslední hannoverský král Jiří V. založil zemskou odbornou školu různých oborů, po něm nazvanou Georgsanstalt. V roce 1919 byla rozšéřena na čtyři spojené školy, z nichž dvě zůstaly v Ebsforfu a dvě sídlily v Uelzenu. Všechny s válečnými přestávkami trvají dosud. Byly prvním vzdělávacím zařízením této úrovně v severním Německu. Původně se zde vyučovaly obory lesní hospodářství, zahradnictví, domácí hospodářství, sociální pedagogika a zdravotní péče. 

## Památky
- Klášter Ebstorf - komplex středověkých a pozdějších budov s kostelem sv. Mořice z režného cihelného zdiva, s klášterní zahradou a ohradní zdí
- Amtshaus a Forsthaus - komplex renesančních budov obecního úřadu a lesní správy z režného cihelného zdiva
- budova želzničního nádraží z roku 1896
- několik hrázděných domů, mezi nimi:
  - Domänenscheune - bývalá hospodářská budova kláštera z roku 1576, nejstarší dochovaný hrázděný dům v severním Německu
  - Amtskornscheune - hrázděná stavba obecní sýpky v z roku 1622